# 帕克韋-南沙加緬度 (加利福尼亞州)
帕克韋-南沙加緬度（英語：Parkway-South Sacramento）是位於美國加利福尼亞州薩克拉門托縣的一個非建制地區。該地的面積和人口皆未知。

## 地理
帕克韋-南沙加緬度的座標為38°30′42″N 121°27′08″W / 38.51167°N 121.45222°W，而該地的平均海拔高度為9米（即30英尺）。